# Hans Stefan Ludwig Albrecht von Piat
Hans Stefan Ludwig Albrecht von Piat (* 1650 in Frankreich; † 5. Februar 1710 in Petershagen bei Minden) war kurbrandenburgischer Generalmajor und Kommandant der Festung Lippstadt.

## Leben
Wie viele Franzosen kam er nach Aufhebung des Edikts von Nantes nach Brandenburg. Dort trat er 1675 in die Armee ein. 1677 wurde er Leutnant im Regiment Dönhoff zu Fuß. Er nahm mit dem Regiment am Krieg gegen Schweden teil. Am 6. Oktober 1679 wurde er zum Hauptmann im Regiment Holstein-Plön befördert. Am 10. April 1688 wurde er Major in Regiment Jung-Holstein. Am 20. Januar 1690 wurde er dort Oberstleutnant und Kommandeur des II. Bataillons, das während des Pfälzer Erbfolgekrieges in holländischen Sold kam. Zwischen 1692 und 1694 nahm er an der Belagerung von Namur, den Schlachten von Steenkerke und Neerwinden sowie der Verteidigung von Charleroi teil. Anschließend kam er zum Brandenburgischen Kontingent des Großen Türkenkrieges. Zwischen 1694 und 1697 kämpfte er in den Schlachten von Peterwardein und Zenta, dort wurde er am 10. Februar 1695 zum Oberst ernannt. 1698 führte er dieses Bataillon nach Königsberg in Preußen zurück, wo es mit dem aus Holland kommenden Bataillon vereinigt wurde. Am 28. März 1699 erhielt der Oberst Urlaub, um seine Gesundheit wiederherzustellen, Oberst Platen erhielt an seiner Stelle die Befehlsgewalt über das Regiment. Piat erhielt das Regiment nicht zurück und wurde stattdessen am 15. April 1699 zum Kommandanten von Lippstadt ernannt. Während des Spanischen Erbfolgekrieges kämpfte er 1703 bis 1706 gegen die Franzosen, musste aber krank zurückkehren. Er wurde noch am 11. Januar 1705 zum Generalmajor befördert. Er starb am 5. Februar 1710 in Petershagen.
Er war mit Sophie Christiane von Linstow (* 1671; † 28. Juni 1756) verheiratet, mit der er vier Kinder hatte. Die Witwe erhielt vom Kurfürsten eine jährliche Pension von 240 Talern.